# (2620) Santana
(2620) Santana ist ein Asteroid des Hauptgürtels, der am 3. Oktober 1980 von der tschechischen Astronomin Zdeňka Vávrová am Kleť-Observatorium (IAU-Code 046) entdeckt wurde.
Der Asteroid ist Mitglied der Koronis-Familie, einer Gruppe von Asteroiden, die nach (158) Koronis benannt ist.
(2620) Santana wurde nach dem mexikanischen Rockmusiker und Gitarristen Carlos Santana (* 1947) benannt, der als Schöpfer des Latin Rock das Spektrum der Rockmusik erweiterte.